# شويدزار
شويدزار (بالفارسية: شویدزار) هي قرية تقع في البلدة المركزية في إيران. يقدر عدد سكانها بـ 157 نسمة بحسب إحصاء 2016.